# ذكرى عاهراتي الحزينات
ذكرى عاهراتي الحزينات أو ذكريات عاهرات بلدي الكئيبات (بالإسبانية: Memoria de mis putas tristes)‏ هي رواية للمؤلف العالمي الكولومبي غابرييل غارثيا ماركيث.
تم نشر الكتاب أو الرواية لأول مرة في إسبانيا عام 2004 والنسخة المترجمة للإنجليزية تم نشرها لأول مرة في الولايات المتحدة الأمريكية في أكتوبر عام 2005.

## القصة
يقوم صحفي عجوز بالاحتفال لتوه بعيد ميلاده التسعين، ثم فجأة تخطر في باله فكرة غريبة جدا وهي مُمارسة الجنس مع عاهرة شابة.
يقوم من مكانه ثم يتوجه بحثا عنها، وفعلا يعثر على شابة جميلة ممشوطة القوام والهندام، تقترح عليه ممارسة الجنس معه أو بالأحرى بيع عذريتها له من أجل المال قصد مُساعدة عائلتها الفقيرة.
عندما ينوي ممارسة الحب معها يكتشف أنه مُعجب بها؛ وأنه "يحبها"، خاصة أنه لم يسبق له أن جرب طُعم الحب ومذاقه.

## أعمال مبنية على الرواية
في عام 2012، تم إصدار فيلم مُشترك بين كل من إسبانيا، الدنمارك والمكسيك مبني على أحداث رواية غارسيا ماركيز.
الفيلم من إخراج هينينغ كارلسن، وبطولة كل من إميليو إتشيفاريا، أوليفيا مولينا، أنجيلا مولينا وجيرالدين تشابلن.
وكان الفيلم قد حصل على جائزة الشباب للجنة التحكيم في مهرجان مالقة السينمائي.

## حظر
نُشرت الطبعة الفارسية من رواية ذكريات عاهراتي الحزينات في إيران بتاريخ تشرين الأول/أكتوبر 2007 تحت عنوان ذكريات حبيباتي الحزينات. وقد حقَّقت الطبعة الأولى رقم مبيعات كبير؛ حيث بيع 5000 نسخة من الرواية في غضون ثلاثة أسابيع من أول أيام توزيعها. وبعد ذلك تم حظرها في إيران من قِبل وزارة الثقافة بعدما تلقت عدد كبير من الشكاوى من هيئة المحافظين الذين انتقدوا الرواية بشكل لاذع مؤكدين في نفس الوقت على أنها رواية مُخلة بالأدب وتُشجع على العُهرِ والبغاء.

## وصلات خارجية
- ذكرى عاهراتي الحزينات على موقع الموسوعة البريطانية (الإنجليزية)

- المراجعة الكاملة للرواية
- مراجعة صحيفة نيويورك للرواية
- Page on Metacritic.com
- صفحة الخيال الفانتازي
- Film Based on Gabriel Garcia Marquez Book Prompts Protest in Mexico by The Los Angeles Times